# René Haselbacher
René Haselbacher (Viena, 15 de septiembre de 1977) es un ciclista austriaco que fue profesional entre 1999 y 2010.
En febrero de 2011 anunció su retirada tras no encontrar equipo con el que seguir compitiendo.

## Palmarés
1999
- 1 etapa del Dekra Open Stuttgart
- 2.º en el Campeonato de Austria Contrarreloj

2000
- Campeonato de Austria Contrarreloj

2002
- Campeonato de Austria en Ruta
- 1 etapa de la Vuelta a Suecia

2003
- 2.º en el Campeonato de Austria en Ruta

2006
- Vuelta a Renania Palatinado, más 1 etapa

2008
- 1 etapa de la Vuelta a Austria

2010
- 1 etapa del Giro del Capo

## Resultados en Grandes Vueltas y Campeonatos del Mundo
| Carrera              | Carrera              | 1999 | 2000 | 2001 | 2002  | 2003 | 2004 | 2005  | 2006 | 2007 | 2008 | 2009 | 2010 |
| -------------------- | -------------------- | ---- | ---- | ---- | ----- | ---- | ---- | ----- | ---- | ---- | ---- | ---- | ---- |
|                      | Giro de Italia       | —    | —    | —    | 106.º | —    | —    | —     | —    | —    | —    | —    | —    |
|                      | Tour de Francia      | —    | —    | —    | —     | Ab.  | Ab.  | —     | —    | —    | —    | —    | —    |
|                      | Vuelta a España      | —    | —    | —    | —     | —    | —    | 122.º | Ab.  | —    | —    | —    | —    |
| Mundial en Ruta      | Mundial en Ruta      | —    | —    | —    | 14.º  | —    | —    | 31.º  | 18.º | —    | —    | —    | —    |
| Mundial Contrarreloj | Mundial Contrarreloj | 43.º | —    | —    | —     | —    | —    | —     | —    | —    | —    | —    | —    |

―: no participa
Ab.: abandono